# 片山直之
片山 直之（かたやま なおゆき、1958年〈昭和33年〉1月15日 - 2018年〈平成30年〉8月20日）は、日本の実業家。サンマルクカフェ創業者。
株式会社サンマルクホールディングス元代表取締役社長。同社の実質的な創業者であり、1989年の創業から30年弱で全国的なチェーン店へと押し上げた。

## 人物
東京都出身。
1980年、上智大学経済学部卒業後、同年9月、伯父の経営する新谷製菓株式会社に入社。新谷製菓の先行きに不安を感じ、新たな業態としてレストランサンマルクを社内に立ち上げる。

## 略歴
- 1973年、東京都立秋川高等学校入学
- 1980年、上智大学経済学部卒業、同年9月、新谷製菓株式会社入社
- 1989年、大元サンマルク専務取締役就任
- 1991年、サンマルクホールディングス取締役就任、同年9月、サンマルク代表取締役社長就任
- 2001年、クレオ代表取締役会長就任
- 2005年、サンマルクホールディングス代表取締役に就任。同年11月、同社代表取締役社長に就任[3]。
- 2018年8月20日、食道がんのため死去、60歳[4]。